# 657-es busz
A 657-es jelzésű elővárosi autóbusz Budapest, Népliget autóbusz-pályaudvar és Délegyháza, autóbusz-forduló között közlekedik, az M5-ös autópályán keresztül. A járatot a MÁV Személyszállítási Zrt. üzemelteti.

## Története
2022. május 1-jén indult a Budapest–Kunszentmiklós-Tass–Kelebia-vasútvonal felújítási munkálatainak ütemváltásával, alternatív utazási lehetőséget kínálva Budapest és Délegyháza között a szünetelő vasútforgalom miatt.

## Útvonala
| Délegyháza, autóbusz-forduló felé | Budapest, Népliget felé |
| --- | --- |
| Budapest, Népliget vá. – Üllői út – Könyves Kálmán körút – Gyáli úti felüljáró – Gyáli út – Nagykőrösi út – – – 52101-es út – Dunavarsány, Taksonyi út – Vasút sor – Délegyháza, Vasút sor – Árpád utca – Délegyháza, autóbusz-forduló vá. | Délegyháza, autóbusz-forduló vá. – Árpád utca – Vasút sor – Dunavarsány, Vasút sor – Taksonyi út – 52101-es út – – – Budapest, Nagykőrösi út – Gyáli út – Gyáli úti felüljáró – Könyves Kálmán körút (– Üllői út – Nagyvárad tér – Orczy út – Elnök utca – Könyves Kálmán körút) – Üllői út – Budapest, Népliget vá. |

## Megállóhelyei
Az átszállási kapcsolatok között az azonos útvonalon, de taksonyi betéréssel közlekedő 656-os busz nincs feltüntetve.
| 0                                           | Budapest, Népliget autóbusz-pályaudvar végállomás | 42 | 1, 1A 83 254E 607, 608, 626, 628, 629, 630, 631, 632, 633, 635, 636, 650, 653, 654, 655, 659, 660, 661, 679, 705 1080, 1081, 1085, 1087, 1090, 1092, 1094, 1110, 1111, 1113, 1115, 1120, 1121, 1125, 1131, 1134, 1136, 1172, 1173, 1174, 1175, 1176, 1177, 1183, 1184, 1185, 1188, 1189, 1190, 1193, 1194, 1201, 1205, 1212, 1215, 1216, 1229, 1251, 1253, 1254, 1257, 1268 |
| 8                                           | Budapest, Nagysándor József utca                  | 34 | 54, 55, 84E, 89E, 99, 151, 294E 607, 608, 656, 679 |
| Budapest–Dunaharaszti közigazgatási határa  |                                                   |    | |
| 20                                          | Dunaharaszti elágazás (Némedi út)                 | 19 | 632, 633, 659 1110, 1111, 1113, 1115 1, 1Y, 2, 3 |
| Dunaharaszti–Taksony közigazgatási határa   |                                                   |    | |
| 25                                          | Taksonyi elágazás (M0)                            | 14 | 632, 659 |
| Taksony–Dunavarsány közigazgatási határa    |                                                   |    | |
| 27                                          | Erőspuszta bejárati út                            | 12 | 651, 654, 655, 659 |
| 29                                          | Dunavarsány, Nyugati lakópark                     | 10 | 651, 654, 655, 659 |
| 31                                          | Dunavarsány, vasúti átjáró                        | 8  | 651, 654, 655, 659, 664 |
| 33                                          | Dunavarsány, Vasútállomás                         | 6  | 651, 652, 654, 655, 659, 664 |
| Dunavarsány–Délegyháza közigazgatási határa |                                                   |    | |
| 35                                          | Délegyháza, II. tó                                | 4  | 651, 652, 654, 655, 659, 664 |
| 37                                          | Délegyháza, Vasútállomás                          | 2  | 651, 652, 654, 655, 659, 664 |
| 39                                          | Délegyháza, autóbusz-forduló végállomás           | 0  | 652, 655, 659, 664 |